# Dra. Allison Cameron
La doctora Allison Cameron és un personatge de ficció de la sèrie televisiva House, MD, interpretat per Jennifer Morrison.

## Biografia
Allison Cameron és un dels membres de l'equip del Dr. House que treballa en l'hospital fictici del «Princeton Plainsboro Teaching Hospital». Especialitzada en immunologia, és contractada per House sis mesos abans del començament de la sèrie, segons 
es desprèn de les paraules d'aquest, perque tot i el seu atractiu físic intentava fer-se valdre per les seves altres capacitats (segons la versió en castellà de la sèrie Porqué estás como un queso). Abans de treballar a Nova Jersey, Cameron hauria treballat com a metgessa interna a la prestigiosa clínica Mayo i va ser la quarta de la seva promoció.
Cameron és la més empàtica dels membres de l'equip. És coneguda per la seva honestedat, sinceritat i fort sentit moral i ètic. Malgrat que no creu en cap religió, si que afirma creure en un ésser superior (episodi 1.05 Damned If You Do). És molt reticent a mentir als pacients i té dificultats per comunicar notícies dolentes als pacients cara a cara (episodi 1.04 Maternity).
Cameron enviduà amb tan sols 22 anys, ja que el seu marit morí 6 mesos després del casament com a conseqüència d'un càncer tiroidal que arribà al cervell (episodi 1.07 Fidelity). Igualment, en una conversa amb el Dr. Wilson reconeix que conegué el seu marit poc després que li hagués estat diagnosticada la malaltia, i que si no s'hi hagués casat, hagués mort sol (episodi 2.01 Acceptance).
En un altre episodi (2.07 Hunting) un pacient de sida estossega sang que li esquitxa la cara i els ulls, el que tot i que amb una minsa probabilitat de contagi, la fa potencialment candidata a la infecció pel VIH. Aquest fet la fa pensar que ha d'experimentar més a la vida, i decideix prendre diverses drogues sintètiques que tenia el pacient i acaba mantenint relacions sexuals amb el seu company el Dr. Robert Chase. Posteriorment, s'oposa a fer-se la prova del VIH, cosa que causa que House li digui que n'està enamorat, i quan es queda bocabadada aprofita per prendre-li mostres de saliva per fer el test, que surt negatiu.
La relació entre Cameron i Foreman també és tensa, ja que tots dos tenen un enfrontament per l'acusació de Cameron de què el seu company li havia robat la idea per a un article científic publicat en una revista mèdica. La seva ràbia i frustració és més elevada per la indiferència que el tema causa als seus companys, en especial al doctor House. Posteriorment, un cop calmada, la doctor demana disculpes a en Foreman i li demana que això no afecti la seva amistat, al que aquest respon que no són amics, tan sols col·legues.
Al final de la temporada 2, però, un agonitzant doctor Foreman per una infecció cerebral demana disculpes a Cameron pels tractes que ha tingut amb ella. Allison no les accepta pensant que és un atac de sinceritat d'algú que creu que morirà. Tot això suceeïx abans que en Foreman sigui induït a un coma químic, i hagi decidit que la doctora sigui el seu metge proxy, amb el dret de fer una biòpsia de la matèria blanca del seu cervell, tot i les objeccions de House.
La relació amb el doctor House també és tensa, ja que ella n'està molt. A més de fer-li regals per Nadal, aconsegueix una cita amb ell a canvi que torni a l'equip un cop havia dimitit. Finalment en l'episodi en què l'exdona de House apareix, Cameron s'adona que no és que House no pugui estimar ningú, sinó que no pot estimar-la a ella.

## Curiositats
- En l'episodi pilot, Cameron assegura tenir antecedents penals, tot i que no queda clar si és veritat o mentida.
- Cameron li diu a House que no ha estat filla única (episodi 1.02 Paternity).
- En l'episodi Maternity (1.04), Cameron insinua que podria haver patit un avortament, de totes maneres en el capítol (1.07) en House, contra totes les normes mèdiques de confidencialitat, llegeix el seu historial mèdic i observa la falta de vitamines prenatals el que fa pensar que no ha estat mai en estat, tot i que segueix creient el contrari.
- És l'únic personatge regular que no ha estat en tots els capítols. Es va perdre el capítol (1.18) Babies and Bathwater a conseqüència de la seva dimissió com a membre de l'equip.
- En el capítol Sports Medicine (1.12) Cameron assegura que no s'ha de ser religiós per creure que un fetus és una vida, el que fa pensar que és contrària a l'avortament.
- Reconeix en el capítol Spin (2.06) que va estar enamorada del millor amic del seu marit mort, tot i que mai el va ferir sentimentalment.